# Segunda Ley de Reforma Agraria de Cuba
La Segunda Ley de Reforma Agraria se aprobó el 3 de octubre de 1963 como medida para completar la Primera Ley de Reforma Agraria de 1959 que no había logrado eliminar por completo a los latifundistas de algunos sectores de la agricultura cubana, dentro del proceso de la Revolución Cubana, limitándose el tamaño de la propiedad a 33 hectáreas. Esta ley estaba dirigida contra la mediana propiedad en manos cubanas y elevó al 70% las tierras estatales.